# 台灣法實證研究資料庫
臺灣法實證研究資料庫，是中華民國國家科學及技術委員會自2006年起委託臺灣大學法律學院建立的法學資料庫，以服務學術研究為主旨。

## 子資料庫
資料庫內容有兩種:一為自行進行調查研究或資料蒐集，產生法實證研究的相關材料，包括法律與社會變遷的電訪與面訪調查研究、法律文件的蒐集、影像的拍攝等等；二是蒐集彙整或數位典藏既有的研究資源，包括統計書與教科書的數位典藏、法律影像視聽材料目錄的整理等。

### 臺灣日治時期統計資料庫

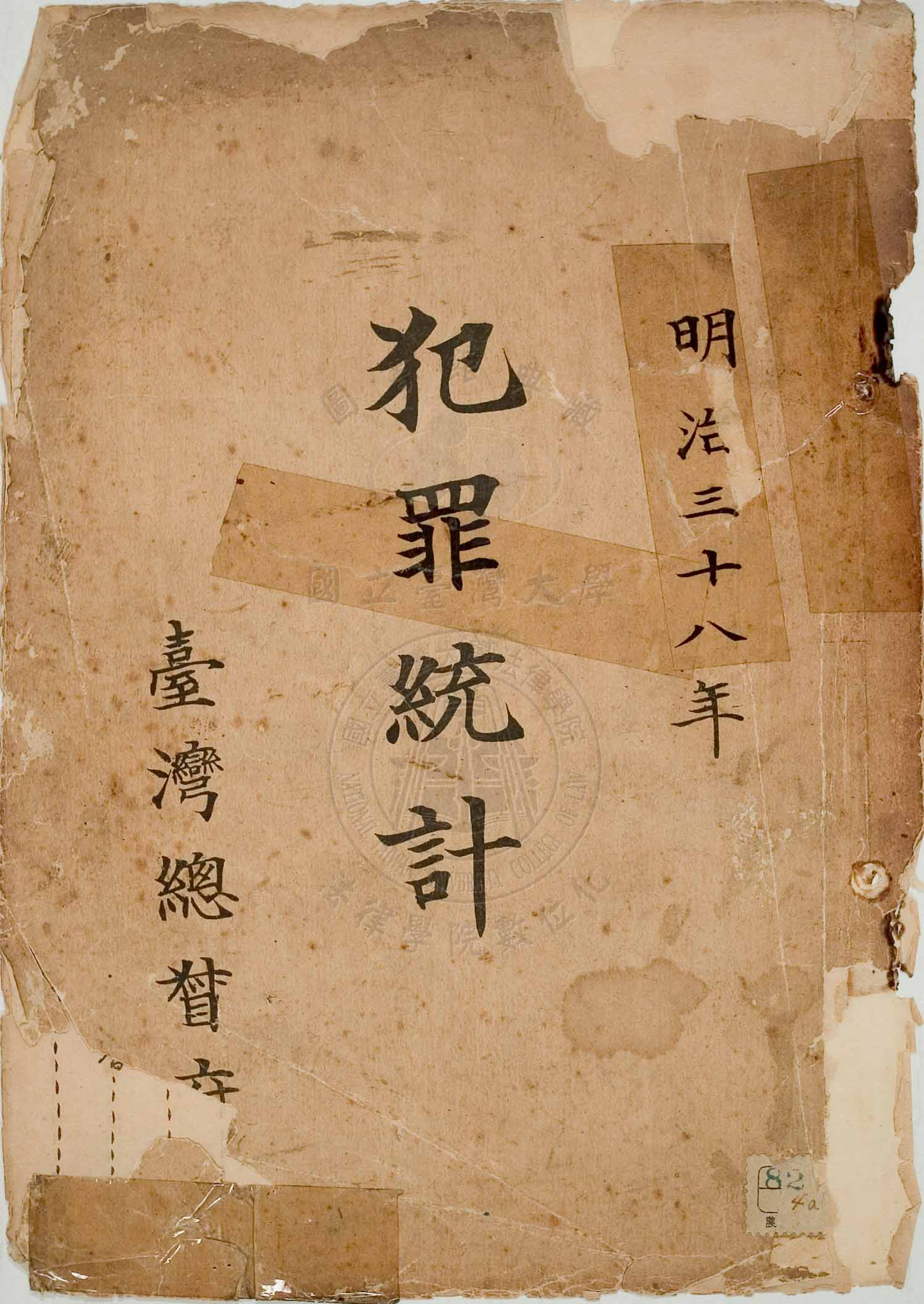
資料庫收集的「臺灣總督府」明治三十八年（1905）犯罪統計

收錄臺灣日治時期（1895～1945）由日本殖民政府透過調查與公務統計所建立的各種統計資料全文，以統計表或圖示的方式為單位供使用者瀏覽搜尋。該統計資料庫並不以和法律直接相關的統計書為限，而廣泛地收錄國立臺灣大學圖書館與國立中央圖書館臺灣分館所典藏的日治舊籍中所有統計相關的書籍。

### 法律與社會變遷調查資料庫
收錄由台灣法實證研究資料庫團隊所進行的全國抽樣調查，調查方法包括電話調查與全國大規模面訪，分為重複施測以了解台灣法律與社會變遷的一般性調查，以及針對特定主題所進行的主題調查。

### 法律文件調查資料庫
收錄戰後台灣的重要人權案件檔案、人們生活與各種社會議題相關的法律文件，以為台灣社會的人權狀態、法律發展與人民生活留下紀錄，供研究教學與公眾利用。
- 《人權案件檔案》著眼於台灣戰後的重要人權事件，如「美麗島事件」、「鄧如雯殺夫案」、「司馬庫斯風倒櫸木案」、「RCA工殤案」等相關剪報與訴訟文件。
- 《個別法律文件》以民眾生活角度出發，收錄包含食衣住行與各式交易活動遭遇的法律事件的文件。買賣租賃（如房貸、車貸）、勞僱關係（如僱傭契約書、切結書）、紛爭解決（如民事調解、和解筆錄）及法令宣導等。
- 《特定法律議題》记录由不同民間團體收集的人權議題资料，如愛滋感染者權益促進會提供的關愛之家再興社區案、台灣勞工陣線蒐集外籍本籍勞工爭取權利的相關文件、因米糠毒油事件而成立的台灣油症受害者支持協會、中央政府防疫措施等歷史資訊。

### 法律影像資料庫
收錄當代臺灣日常空間呈現的法律「靜態」攝影圖像。

### 法律動態視聽影像資料庫
收錄與法律相關的臺灣電視、電影動態影像詳目，影片清單依影像類型區分為紀錄片、劇情片和實驗劇等三類型，詳目包括影片之導演、劇情介紹、影評等資訊．所收錄之影片包括紀錄片《阿嬤的秘密—台籍「慰安婦」的故事》、《八東病房》、《油症—與毒共存》等192部；劇情片《童女之舞》、《藍色大門》、《家好月圓》等39部，以及實驗劇《跨越疆界的美麗與哀愁》等。

### 戰後中小學法治教育影像資料庫
典藏1,400筆計四千餘張臺灣戰後中小學公民教育教科書章節、文字、圖像編排資料，內容涵蓋《國語（文）》、《生活與倫理》、《社會》、《歴史》、《地理》等課目。

## 外部鏈結
- 官方網站
- 台灣法實證研究資料庫的Facebook專頁